# عشق پیش می‌آید
عشق پیش می‌آید (به انگلیسی: Love Happens) درامی عاشقانه به کارگردانی براندون کمپ و با بازی آرون اکهارت و جنیفر آنیستون محصول آمریکا است که که در ۱۸ سپتامبر ۲۰۰۹ منتشر شد.